# Campionato ungherese di calcio a 5 2008-2009
La Nemzeti Bajnokság I 2008-2009 è stata la 17ª edizione della massima serie del campionato ungherese di calcio a 5. Organizzata dalla MLSZ, si è svolta dall'8 settembre 2008 al 9 marzo 2009, prolungandosi fino al 21 maggio con la disputa dei play-off.

## Stagione regolare

### Classifica
|                     | Pos. | Squadra         | Pt | G  | V  | N | P  | GF | GS | DR  |
| ------------------- | ---- | --------------- | -- | -- | -- | - | -- | -- | -- | --- |
| Ungheria (bandiera) | 1.   | MVFC            | 42 | 18 | 13 | 3 | 2  | 77 | 34 | +43 |
|                     | 2.   | Aramis          | 42 | 18 | 13 | 3 | 2  | 77 | 50 | +27 |
|                     | 3.   | Rubeola         | 41 | 18 | 12 | 5 | 1  | 84 | 58 | +26 |
|                     | 4.   | Ferencváros     | 31 | 18 | 9  | 4 | 5  | 73 | 62 | +11 |
|                     | 5.   | Cső-Montage BFC | 23 | 18 | 7  | 2 | 9  | 68 | 66 | +2  |
|                     | 6.   | DuPont/Fortuna  | 23 | 18 | 7  | 2 | 9  | 79 | 82 | -3  |
|                     | 7.   | Gödöllő         | 19 | 18 | 5  | 4 | 9  | 55 | 66 | -11 |
|                     | 8.   | Arrabona        | 16 | 18 | 4  | 4 | 10 | 74 | 75 | -1  |
|                     | 9.   | Hírös           | 10 | 18 | 3  | 1 | 14 | 49 | 93 | -44 |
|                     | 10.  | Szentesi VSC    | 9  | 18 | 3  | 0 | 15 | 38 | 88 | -50 |

### Verdetti
- MVFC campione d'Ungheria 2008-09 e qualificato alla Coppa UEFA 2009-10.
- Hiros FCSE retrocesso in Nemzeti Bajnokság II 2009-10.
- DuPont/Fortuna non iscritto alla Nemzeti Bajnokság I 2009-10; Szentesi VSC retrocesso ma successivamente ripescato.

## Play-off

### Quarti di finale
|                 | Risultato |                 | Data          |
| --------------- | --------- | --------------- | ------------- |
| MVFC            | 8-3       | Arrabona        | 13 marzo 2009 |
| Arrabona        | 2-4       | MVFC            | 23 marzo 2009 |
|                 |           |                 |               |
| Aramis          | 8-1       | Gödöllő         | 13 marzo 2009 |
| Gödöllő         | 3-4       | Aramis          | 23 marzo 2009 |
|                 |           |                 |               |
| Rubeola         | 12-13     | DuPont/Fortuna  | 16 marzo 2009 |
| DuPont/Fortuna  | 2-9       | Rubeola         | 23 marzo 2009 |
| Rubeola         | 7-5       | DuPont/Fortuna  | 30 marzo 2009 |
|                 |           |                 |               |
| Ferencváros     | 3-4       | Cső-Montage BFC | 16 marzo 2009 |
| Cső-Montage BFC | 5-3       | Ferencváros     | 23 marzo 2009 |

### Semifinali
|                 | Risultato |                 | Data           |
| --------------- | --------- | --------------- | -------------- |
| MVFC            | 4-0       | Cső-Montage BFC | 17 aprile 2009 |
| Cső-Montage BFC | 3-5       | MVFC            | 27 aprile 2009 |
|                 |           |                 |                |
| Aramis          | 2-1       | Rubeola         | 17 aprile 2009 |
| Rubeola         | 2-6       | Aramis          | 27 aprile 2009 |

### Finale 3º posto
|                 | Risultato |                 | Data           |
| --------------- | --------- | --------------- | -------------- |
| Rubeola         | 5-3       | Cső-Montage BFC | 11 maggio 2009 |
| Cső-Montage BFC | 8-5 (dts) | Rubeola         | 14 maggio 2009 |
| Rubeola         | 5-2       | Cső-Montage BFC | 18 maggio 2009 |

### Finale
|        | Risultato |        | Data           |
| ------ | --------- | ------ | -------------- |
| MVFC   | 4-0       | Aramis | 11 maggio 2009 |
| Aramis | 3-2       | MVFC   | 14 maggio 2009 |
| MVFC   | 6-1       | Aramis | 18 maggio 2009 |
| Aramis | 2-3       | MVFC   | 21 maggio 2009 |